# Robert La Caze
Robert La Caze (Párizs, 1917. február 26. – Le Cannet, 2015. július 1.) francia autóversenyző. Haláláig a legidősebb élő, Formula–1-es nagydíjon részt vett versenyző volt, Paul Pietsch 2012 május 31-én bekövetkezett halála óta.

Anyai nagyapja Ferdinand de Lesseps, aki jelentős szerepet vállalt a Szuezi- majd a Panama-csatorna építésénél, és aki megalapította a Szuezi-csatorna társaságot.

## Pályafutása
1954-ben megnyerte a Marokkó-ralit.
1958-ban részt vett a Formula–1-es világbajnokság marokkói versenyén. A futamon egy Formula–2-es Cooperrel indult. Öt kör hátrányban a győztes Stirling Moss mögött a tizennegyedik helyen ért célba.
1957 és 1960 között három alkalommal állt rajthoz a Le Mans-i 24 órás versenyen, célba azonban egyszer sem sikerült érnie a viadalon.

## Eredményei

### Le Mans-i 24 órás autóverseny
| Év   | Csapat         | Autó               | Csapattárs         | Helyezés | Kiesés oka  |
| ---- | -------------- | ------------------ | ------------------ | -------- | ----------- |
| 1957 | Equipe Gordini | Gordini T15S       | Charles de Clareur | Kiesett  | Motorhiba   |
| 1959 | Jean Kerguen   | Porsche 550 RS     | Jean Kerguen       | Kiesett  | Kuplunghiba |
| 1960 | Jean Kerguen   | Porsche 718 RS60/4 | Jean Kerguen       | Kiesett  |             |

### Teljes Formula–1-es eredménylistája
(Táblázat értelmezése)

(Félkövér: pole-pozícióból indult; dőlt: leggyorsabb kört futott) 

| Év   | Csapat         | Modell          | Motor             | 1   | 2   | 3   | 4   | 5   | 6   | 7   | 8   | 9   | 10  | 11     | Helyezés | Pont |
| ---- | -------------- | --------------- | ----------------- | --- | --- | --- | --- | --- | --- | --- | --- | --- | --- | ------ | -------- | ---- |
| 1958 | Robert La Caze | Cooper T45 (F2) | Climax Straight-4 | ARG | MON | NED | 500 | BEL | FRA | GBR | GER | POR | ITA | MOR 14 | -        | 0    |